# Nấm thủy sâm
Nấm thủy sâm- Kombucha (Kargasok) là một loại men (giống như men giấm), được nuôi trong dung dịch nước trà đường (trà xanh hoặc trà đen). Đôi khi đồ uống này được gọi là trà kombucha để phân biệt với các hình thức nuôi cấy của vi khuẩn và nấm men. Nước trái cây, gia vị, trái cây hoặc hương liệu khác thường được thêm vào đồ uống này để tăng hương vị của nó.
Kombucha được cho là có nguồn gốc từ Mãn Châu, nơi mà thức uống này được tiêu thụ theo truyền thống, hoặc ở Nga và Đông Âu. Kombucha hiện đã được pha chế tại chỗ trên toàn cầu, và cũng được các công ty khác nhau đóng chai và bán lẻ.